# Menelaida
Menelaida (in greco Μενελαΐδα?) è un ex comune della Grecia nella periferia della Tessaglia di 2701 abitanti secondo i dati del censimento 2001
È stato soppresso a seguito della riforma amministrativa detta Programma Callicrate in vigore dal gennaio 2011 ed è ora compreso nel comune di Sofades